# Дилан Бахамбула
Дилан Бахамбула е френски и конгоански футболист, полузащитник, който играе за Царско село (София).

## Кариера
Професионалната си кариера започва през 2012 г. за отбора на Монако. През юли 2016 г. Бахамбула преминава от Монако в Дижон. От 2015 г. играе за националния футболен отбор на Република Конго.